# Юринцы
Юринцы (укр. Юринці) — село в Городокском районе Хмельницкой области Украины.
Население по переписи 2001 года составляло 785 человек. Почтовый индекс — 32030. Телефонный код — 3251. Занимает площадь 1,795 км². Код КОАТУУ — 6821289401.

## Местный совет
32030, Хмельницкая обл., Городокский р-н, с. Юринцы, ул. Соборная, 29